# Andrenkî, Dîkanka
Andrenkî (în ucraineană Андренки) este un sat în comuna Neliubivka din raionul Dîkanka, regiunea Poltava, Ucraina.

## Demografie
Componența lingvistică a localității Andrenkî
     Ucraineană (94,74%)
     Rusă (5,26%)
Conform recensământului din 2001, majoritatea populației localității Andrenkî era vorbitoare de ucraineană (94,74%), existând în minoritate și vorbitori de rusă (5,26%).